# Momification (BDSM)
Pour les articles homonymes, voir Momification.

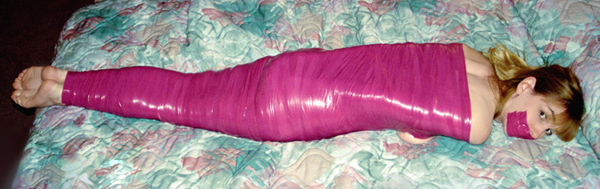
Momification partielle. En momifiant avec des bandes de PVC, il faut veiller à étirer et relâcher les bandes avant de momifier le corps, sinon elles se contractent après application, rendant la respiration du sujet difficile.

La momification est une technique pratiquée dans le cadre du BDSM qui consiste à immobiliser le partenaire soumis à l'aide de rouleaux de film étirable, de cellophane, d'adhésif, de latex ou encore de tissus dans une sorte de cocon,. Une fois ce procédé exécuté, le partenaire est immobilisé à tel point qu'il ressemble à une momie égyptienne. Le partenaire soumis est dans un état de privation sensorielle à court terme ou sensuellement stimulé par bondage.
La pratique présente certains risques comme l'hyperthermie, la strangulation, l'embolie, l'asphyxie l'étouffement ou encore la déshydratation.

## Formes de momification en bondage

### Momification en auto-bondage
Dans certains cas, une personne s'enveloppe elle-même, généralement uniquement les jambes, dans une forme de d'enveloppement. Ce procédé est appelé momification en auto-bondage. Certains personnes utilisent du film plastique pour envelopper leurs jambes et peuvent l'attacher à un support afin de pouvoir ensuite envelopper l'ensemble de leur corps.

### Momification par un dom
Lorsqu'une personne est momifié par un dom, une plus grande partie du corps est généralement enveloppée que les seules jambes. En règle générale, le dom enveloppe le poitrine et les bras ensemble, et parfois même la tête, en laissant toutefois au moins le nez dégagé. Certains types de bandages permettent d'envelopper l'ensemble du corps. L'un de ces bandages est le bandage cohésif, qui permet à la plupart des individus de réspirer facilement. Un sac de contention peut également être utilisé dans certains cas pour la momification.

### Lectures complémentaires
- Busbee, Elizabeth Ruth (2008). Power exchange: Interaction and identity in a BDSM community (Thesis). Yale University.    ProQuest 3317068
- Rodemaker, David (2010). Altsex: The Clincian's Guide to BDSM (Thesis). The Chicago School of Professional Psychology. ProQuest 3436690